# Seth Rogen
Seth Aaron Rogen (/ˈroʊɡən/; sinh ngày 15/4/1982) là nam diễn viên, đạo diễn, nhà sản xuất phim người Canada.

## Thời thơ ấu
Rogen sinh ra tại Vancouver, British Columbia trong một gia đình Do Thái. Mẹ anh, Sandy (nhũ danh: Belogus), là một nhà công tác xã hội; cha anh, Mark Rogen, làm việc tại các tổ chức phi chính phủ.